# 부산진일신여학교
부산진일신여학교(釜山鎭日新女學校)는 부산광역시 동구 좌천동에 있는, 1905년에 호주장로교 선교회에 의해 건립된 건축물이다. 2003년 5월 2일 부산광역시의 기념물 제55호로 지정되었다.

## 개요
부산진일신여학교 건물은 1905년에 호주장로교 선교회에 의해 건립된 건축물이다.
건물은 서양식으로서 전국적으로 지금까지 남아 있는 유례가 드물고 비교적 원형을 잘 보존하고 있을 뿐 아니라, 비례와 균형미가 돋보이는 휼륭한 건축물로서 우리나라 초기 학교 건물로는 손꼽을 만큼 희소가치를 지니고 있어 건축사적으로 매우 중요한 자료이다.
또한 부산·경남지역 최초의 신여성 교육기관으로서, 그 동안 이 건물이 교육시설로서 맡아 온 역할과 기독교의 전래과정 등을 고려할 때 역사적·교육사적으로도 가치가 있는 문화재로 평가된다.

## 참고 문헌
- 부산진일신여학교 - 국가유산청 국가유산포털